# Kawiarnia Sauera w Krakowie
Kawiarnia Sauera (znana również jako Kawiarnia Ziemiańska, Pod Złotą Gruszką) – zlikwidowana kawiarnia w Krakowie, działająca niegdyś w kamienicy Pod Gruszką na rogu ulic Szczepańskiej 1 oraz Sławkowskiej 2, w dzielnicy I Stare Miasto, na Starym Mieście.

## Historia
Kawiarnia została założona w 1898 roku przez F. Sauera w lokalu znajdującym się na pierwszym piętrze Kamienicy Pod Gruszką, położonej na rogu ulic Szczepańskiej 1 oraz Sławkowskiej 2, na Starym Mieście.
W kawiarni znajdowały się osobne pomieszczenia przeznaczone dla kobiet, do gry w bilard oraz do gry w karty. Lokal z czasem stał się miejscem spotkań krakowskiej bohemy, gdzie regularnie pojawiali się znani artyści i intelektualiści, tacy jak: Jacek Malczewski, Lucjan Rydel, Włodzimierz Tetmajer, Kazimierz Przerwa-Tetmajer, Stanisław Wyspiański, Teodor Axentowicz, Xawery Dunikowski, Juliusz i Wojciech Kossakowie, Henryk Sienkiewicz, Tadeusz Błotnicki oraz Cezary Jellenta. W środku nie grano nigdy muzyki, natomiast była dostępna świeża prasa. Od 1927 roku kawiarnia była prowadzona przez W. Lipińskiego, a następnie przez K. Górską. W tamtym okresie nosiła nazwę „Ziemiańska”. Następnie lokal został przejęty przez Krakowską Izbę Lekarską, która w maju 1939 roku przeprowadziła generalny remont całego lokalu.
Po remoncie kawiarnia została otwarta pod nazwą „Kawiarnia Literacka Pod Złotą Gruszką”. W okresie II wojny światowej oraz okupacji Krakowa lokal został przemianowany na niemiecką nazwę „Literarisches Kaffeehaus”. W 1953 roku Kamienica Pod Gruszką, w której znajdowała się kawiarnia, została odebrana ówczesnemu właścicielowi, Okręgowej Izbie Lekarskiej, a następnie przeznaczona na Klub Dziennikarzy „Pod Gruszką”.
W tamtym okresie kawiarnia została zlikwidowana, a w jej miejscu otwarto restaurację oraz jadłodajnię. W tamtym czasie w lokalu odbywały się również liczne imprezy artystyczne, koncerty, jubileusze oraz wernisaże. Lokal stał się również miejscem regularnych spotkań krakowskiego środowiska dziennikarskiego, teatru oraz artystów filmu.
W 2008 roku ówczesny Prezydent Miasta Krakowa Jacek Majchrowski, przekazał lokal Śródmiejskiemu Ośrodkowi Kultury, który ponownie rozpoczął tam działalność gastronomiczną oraz kulturową. W 2018 roku klub został włączony do Biblioteki Kraków. Później w miejscu dawnej kawiarni zaczęto organizować spotkania Salonu Literatury Biblioteki Kraków, a także uroczystości wręczania nagród „Krakowska Książka Miesiąca”.